# Motorola C380
El Motorola C380 es un teléfono móvil fabricado por Motorola. El teléfono fue lanzado el primer trimestre de 2004. El dispositivo recibió soporte para Java, MP3 como tonos de llamada (ringtones) y una nueva pantalla a color con una resolución de 128 x 128 píxeles. Un sitio especial está dedicado al teléfono en el segmento de Internet de habla rusa.